# Visayax
Visayax is een geslacht van kreeftachtigen uit de klasse van de Malacostraca (hogere kreeftachtigen).

## Soorten
- Visayax estampadori Mendoza & Ng, 2008
- Visayax osteodictyon Mendoza & Ng, 2008